# Magyarvalkói régi ortodox templom

## Története és leírása
A magyarvalkói régi ortodox fatemplomot 1780-ban építették Szent Mihály arkangyal és Szent Gábriel arkangyal tiszteletére. A négy fiatornyos, fazsindelyes épület jelentős hasonlóságot mutat a falu 13. századi, jelenleg református templomával. A templomot 1931-ben lebontották és Egeresre szállították, ahol újból felállították, és itt látható mai napig. 
1750-ben épült az azóta ugyancsak lebontott fa harangláb is.

## Külső hivatkozások
- Az erdélyi fatemplomok kutatásának mai állása
- Biserici de lemn din Romania